# Newroz SC
Der Newroz Sports Club (arabisch نادي نوروز الرياضي, DMG Nādī Naurūz ar-riyāḍī) ist ein irakischer Fußballverein aus Sulaimaniyya. Aktuell spielt der Verein in der ersten irakischen Liga.

## Erfolge
- Kurdistan Premier League: 2019/20
- Iraq Division One: 2020/21 (Vizemeister)  ▲

## Stadion
Der Verein trägt seine Heimspiele im Zanko Stadium in Erbil aus. Das Stadion hat ein Fassungsvermögen von 2000 Personen.
Im Januar 2021 legte Vereinspräsident Lahur Talabany den Grundstein für das Newroz International Stadium in Sulaymaniyah. Das neue Stadion soll Platz für 14.500 Zuschauer bieten. Der Bau soll 12 Millionen Dollar kosten. Das Stadion soll in weniger als zwei Jahren fertiggestellt werden.

## Spieler
Stand: März 2022
| Nr.        | Nation   | Spieler                       |
| Tor        |          |                               |
|            | Irak     | Sajjad Kadhem                 |
|            | Irak     | Choman Ahmad                  |
| Abwehr     |          |                               |
|            | Irak     | Muntadher Sattar              |
|            | Irak     | Abdulmuhaiman Jabar           |
|            | Irak     | Mohammed Abod                 |
|            | Irak     | Shwana Qader                  |
|            | Tunesien | Mourad Ben Younes             |
|            | Ghana    | Lamine Moro                   |
|            | Irak     | Hassan Khaery                 |
| 02         | Irak     | Mohammed Dlawar               |
| Mittelfeld |          |                               |
|            | Irak     | Ahmed Jabbar Abbood Al-Majidi |
|            | Irak     | Hussein Fadhel                |
|            | Irak     | Sajjad Jasem                  |
|            | Irak     | Hussein Ibrahem               |
|            | Irak     | Hawri Anwar                   |
|            | Irak     | Rekan Rezgar                  |
|            | Irak     | Ahmed Mohammed                |
|            | Kamerun  | Denil Ango                    |
|            | Nigeria  | Ifeanyi Ifeanyi               |
|            | Irak     | Mohammed Osman Abdelaty       |
| 77         | Irak     | Mohammed Sami                 |
| Angriff    |          |                               |
|            | Thailand | Aso Rostom                    |
|            | Thailand | Shirwan Kurdistan             |
| 10         | Thailand | Diyar Ali                     |

## Trainer
| Trainer       | von            | bis           |
| ------------- | -------------- | ------------- |
| Wali Kareem   | 4. Juli 2022   | 30. Juni 2023 |
| Nizar Mahrous | 23. April 2024 | 28. Juli 2024 |
| Jorvan Vieira | 29. Juli 2024  |               |